# Salix scouleriana
Salix scouleriana är en videväxtart som beskrevs av Joseph Barratt. Salix scouleriana ingår i släktet viden, och familjen videväxter. Inga underarter finns listade i Catalogue of Life.

## Bildgalleri

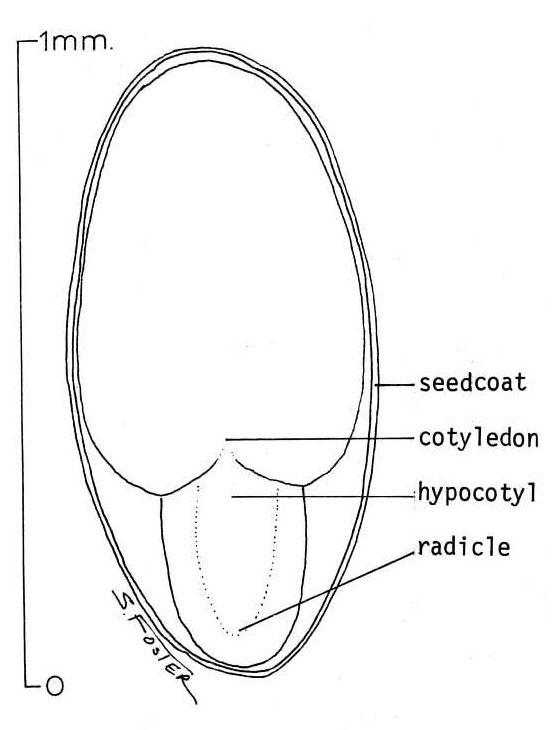
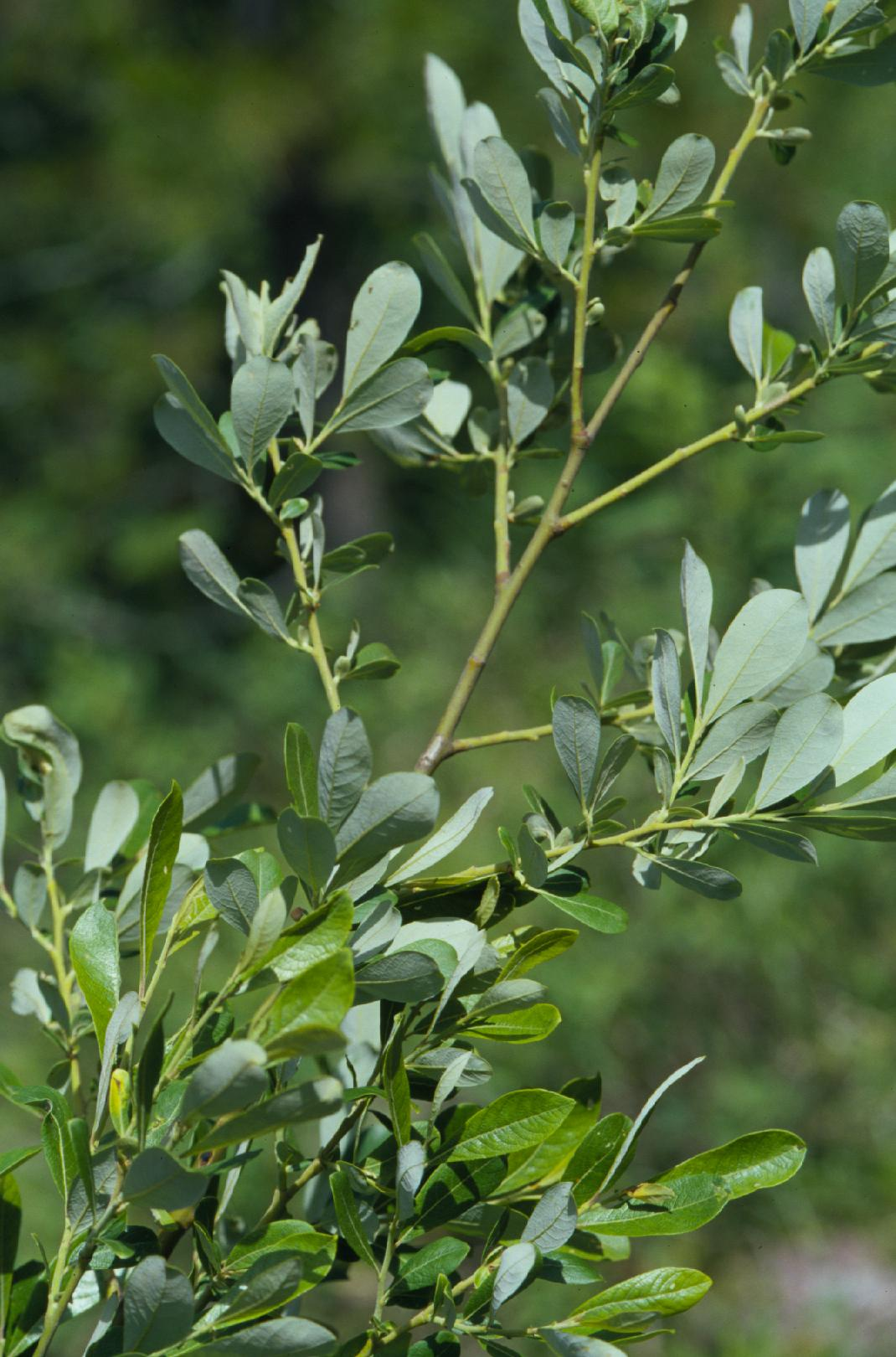
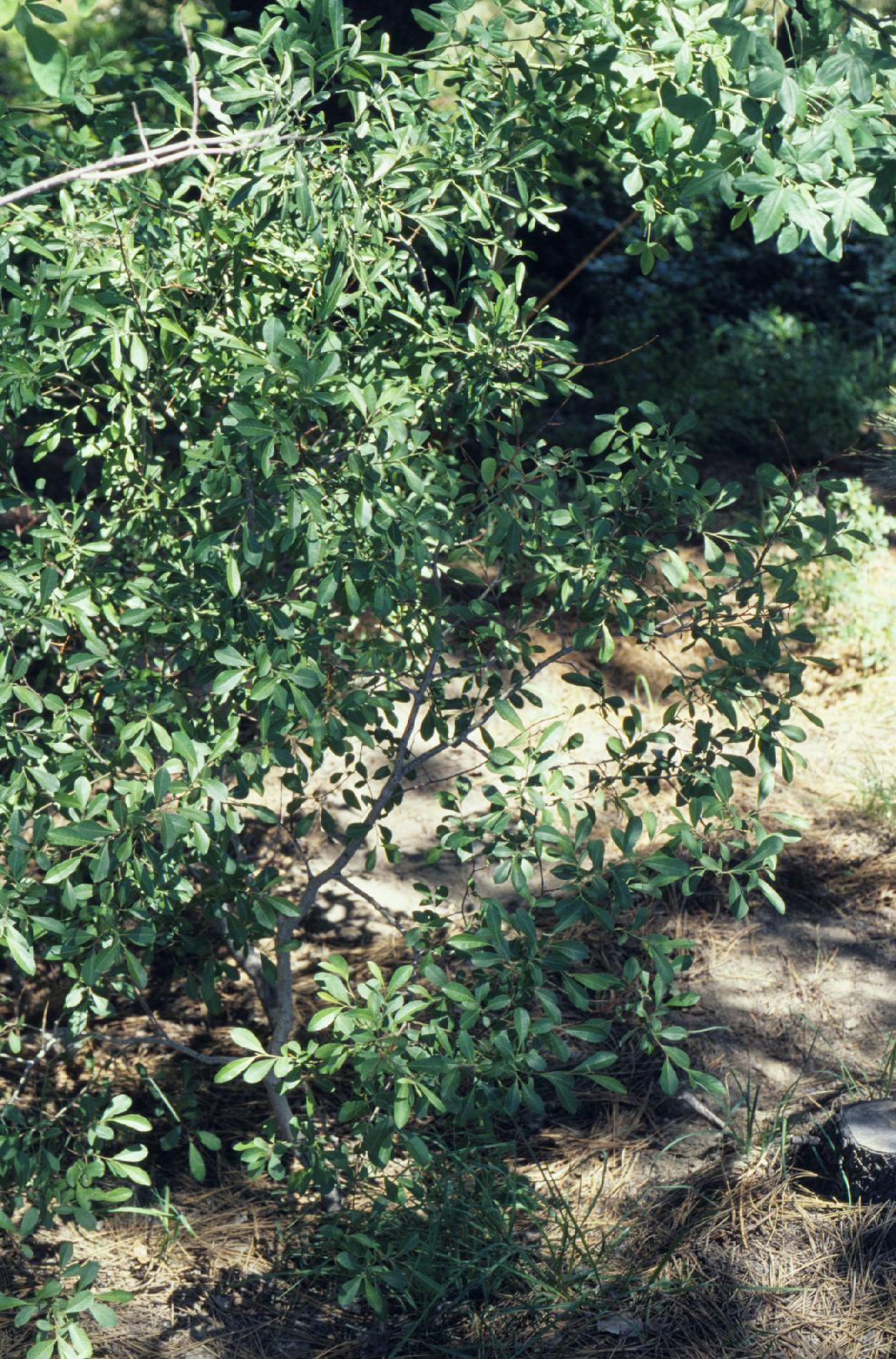
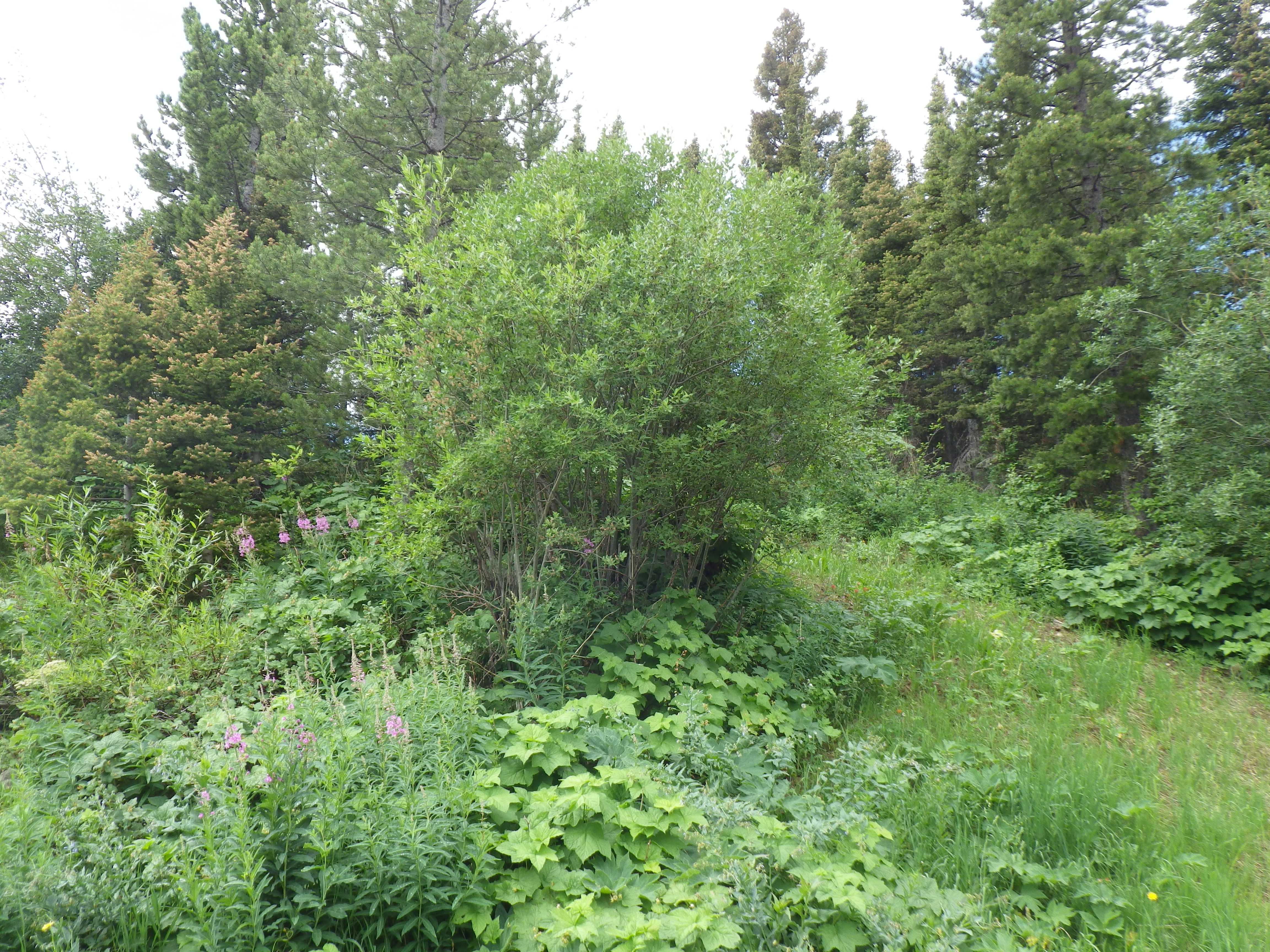